# Соускановское сельское поселение
Соускановское се́льское поселе́ние — муниципальное образование в Тарском районе Омской области Российской Федерации.
Административный центр — село Соусканово.

## История
Статус и границы сельского поселения установлены законом Омской области от 30 июля 2004 года № 548-ОЗ «О границах и статусе муниципальных образований Омской области».

## Население
| 2010 | 2011 | 2012 | 2013 | 2014 | 2015 | 2016 |
| ---- | ---- | ---- | ---- | ---- | ---- | ---- |
| 294  | ↘293 | ↘279 | ↘251 | ↘227 | ↘218 | ↘215 |
| 2017 | 2018 | 2019 | 2020 | 2021 | 2023 |      |
| ↘202 | ↘188 | ↘177 | ↘171 | ↘137 | ↘129 |      |

## Состав сельского поселения
| № | Населённый пункт | Тип населённого пункта       | Население |
| - | ---------------- | ---------------------------- | --------- |
| 1 | Соусканово       | село, административный центр | ↘245      |
| 2 | Тимино           | деревня                      | ↘49       |